# Deep Impact (космічний апарат)

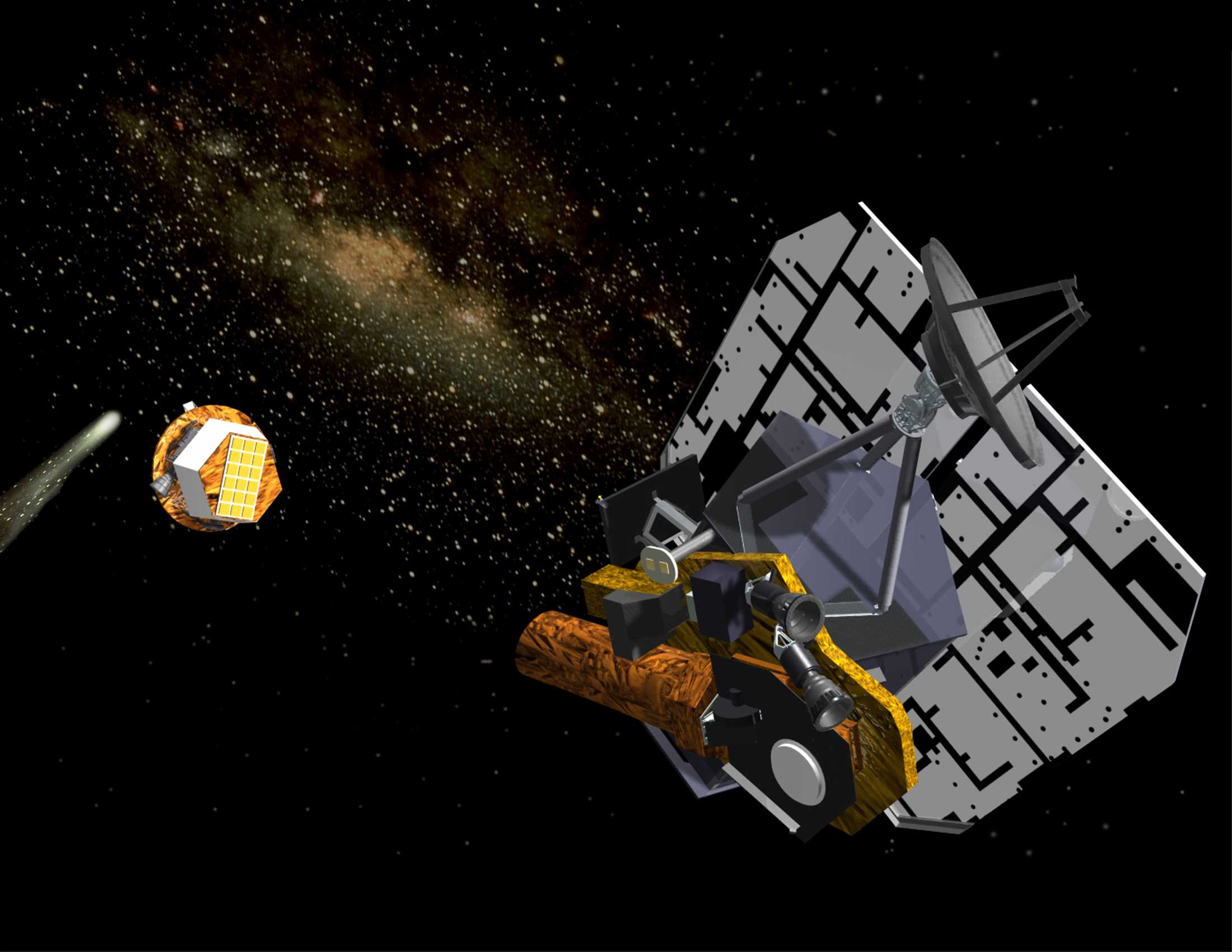
Концепція апарата в зображенні художника

Діп Імпакт (англ. Deep Impact) — американський космічний зонд НАСА, головною місією якого було вивчення комети комети Темпеля-1. Космічний апарат був запущений 12 січня 2005, і вперше в історії скинув на комету зонд, який протаранив її поверхню, та сфотографував її з близької відстані. Курирував проєкт астрофізик Майкл Агерн.
Назва місії схожа з назвою кінофільму 1998 року Deep Impact, в якому комета вражає Землю. Це випадково, вчені з місії і творці фільму розробили ім'я незалежно один від одного, приблизно в один і той же час.

## Конструкція

Конструкція апарата

Космічний апарат складався з двох основних секцій: відстрілюваного ударного пристрою «Smart Impactor» («імпактора»), який врізався в комету, і «Flyby» («Обліт»), який знімав комету з безпечної відстані під час удару.
Секція «Обліт» розміром близько 3,2 метрів в довжину, 1,7 метрів завширшки і 2,3 метрів у висоту складалася з корпусу, рухової установки, двох сонячних батарей, противо-запорошеного екрану, пари телескопів оптичної навігації і кількох наукових інструментів (тепловізор високої (HRI) і середньої (МРТ) роздільності; камера з роздільною здатністю 0,2 метра [7,9 дюйма] на піксель; інфрачервоний спектрометр «Spectral Imaging Module» або SIM).
370-кг «імпактор» (49 % міді по масі), також званий «Cratering Mass» включав в себе ядро (payload) з 100 % міді, випаровування якої не завадило б вимірюванню складу ядра комети.

## Основна місія
Основна місія «Діп Імпакт» була завершена влітку 2005 року. Тоді спеціально сконструйований під це завдання апарат досяг комети Темпеля-1 і 29 червня від його основного модуля відокремилася мідна болванка з встановленими на ній науковими приладами. 4 липня 2005 вона зіткнулася з ядром комети, встигнувши передати на борт основного апарата дані про будову цього небесного тіла. При підльоті імпактора до поверхні комети камера сфотографувала, в режимі реального часу, перш ніж вона і імпактор були знищені, поверхню комети з високою роздільною здатністю. Останнє зображення імпактор передав лише за 3,7 секунд перед ударом. Болванка викликала викид кометної речовини масою близько 10 тисяч тонн; енергія зіткнення була приблизно еквівалентна вибуху п'яти тонн динаміту. Через викид цієї газопилової хмари яскравість комети короткочасно збільшилася в 6 разів.
Обладнання на головному модулі дозволило вченим отримати високоякісні знімки ядра, а також провести спектральний аналіз спалаху в момент зіткнення. Аналіз складу викинутої речовини показав, що комета складається з водяного льоду, летючих фракцій, карбонатів, поліядерних ароматичних вуглеводнів, сульфідів та інших компонентів. Хімічний склад виявився не відповідним раніше прийнятим моделям. Деякі з виявлених мінералів утворюються при температурах 1100—1200 К. У той же час, у складі були виявлені леткі гази, які стабільні лише при температурі нижче 100 К. Це говорить про те, що комета містить в собі суміші матеріалів, які утворювалися в різних умовах і, можливо, в різний час і в різних місцях.
Наступні спостереження виявили ударний кратер, утворений зондом: діаметр кратера становить близько 100 м при глибині близько 30 м.

## Розширена місія
Після завершення місії основний модуль «Діп Імпакт» був спрямований у бік комети 103P/Гартлі, повз яку він пролетів в 2010 році на відстані в 700 кілометрів. Ядро комети 103P/Гартлі найменше з усіх знятих на той час: у довжину воно становить всього близько 2 кілометрів. При зближенні з кометою 103P/Гартлі бортовій апаратурі вдалося виявити незвичайні струмені газу і пилу, що зриваються з поверхні кінців комети. Деякі частинки в складі струменів досягали розмірів баскетбольного м'яча. За інфрачервоним спектром вчені визначили, що струмінь складається з вуглекислого газу, що сублімує, підхоплює і уносить сніг і крижинки.
Далі апарат використовували для спостереження за ще кількома кометами. У жовтні 2012 року він здійснив маневр, який перевів «Діп Імпакт» на траєкторію до астероїда (163249) 2002GT. Теоретично проліт повз астероїд мав відбутися в 2020 році, проте вже в момент здійснення маневру багато експертів сумнівалися у здатності апарата зберегти працездатність через 15 років після виконання головного завдання.
Останній успішний сеанс зв'язку з Deep Impact відбувся 8 серпня 2013, після чого повідомлення з зондом було втрачено. За оцінками інженерів NASA, причиною обриву зв'язку стали помилки в програмному забезпеченні, через які зонд втратив орієнтацію в просторі. 20 вересня фахівці NASA оголосили про припинення спроб відновити зв'язок з дослідницьким зондом. Заявляючи про припинення пошуків зонда і про завершення місії, в NASA наголосили, що Deep Impact, незважаючи на передчасну втрату, за час своєї роботи надав на Землю значно більший обсяг даних, ніж планувалося спочатку і здійснив «революцію в розумінні комет і їхньої активності».

## Виноски
1. ↑  МРТ є резервним пристроєм і був використаний головним чином для навігації під час остаточного 10-денного підльоту. Він також має колісний набір фільтрів, з дещо інший набір фільтрів
2. ↑  Николай Карташев (18 липня 2006). Deep Impact позволил изучить состав кометы Темпеля-1 (рос.). Компьюлента. Архів оригіналу за 3 лютого 2013. Процитовано 5 вересня 2013. [Архівовано 2013-02-03 у Wayback Machine.]
3. ↑  NASA Spacecraft Sees Cosmic Snow Storm During Comet Encounter. 18 листопада 2010. Архів оригіналу за 13 лютого 2012. Процитовано 21 вересня 2013.
4. ↑  В NASA признали потерю Deep Impact. Архів оригіналу за 21 вересня 2013. Процитовано 21 вересня 2013.